# Koto Kari
Koto Kari is een bestuurslaag in het regentschap Kuantan Singingi van de provincie Riau, Indonesië. Koto Kari telt 1516 inwoners (volkstelling 2010).